# Saint-Georges (Tarn-et-Garonne)
Saint-Georges é uma comuna francesa na região administrativa de Occitânia, no departamento de Tarn-et-Garonne. Estende-se por uma área de 9,09 km². Em 2010 a comuna tinha 270 habitantes (densidade: 29,7 hab./km²).